# Treize-Vents
Pour les articles homonymes, voir Les Treize Vents et Théâtre des Treize Vents.
Treize-Vents est une commune française située dans le département de la Vendée, en région Pays de la Loire.

## Géographie

### Localisation
Le territoire municipal de Treize-Vents s'étend sur 1 907 hectares. L'altitude moyenne de la commune est de 175 mètres, avec des niveaux fluctuant entre 113 et 215 mètres,.
Treize-Vents est située sur la rive droite de la Sèvre nantaise qui la baigne sur plus de 13 km.

### Géologie et relief
Le substrat rocheux ancien uranifère explique la présence d'une exploitation d'uranium (mine à ciel ouvert de la Commanderie) qui a fonctionné une partie de la seconde moitié du XXe siècle. La mine est fermée, mais continuera à être surveillée, notamment par l'IRSN et la Direction régionale de l'environnement (ex-DIREN devenue DREAL et Autorité de sûreté nucléaire à l'échelle de la région.

### Communes limitrophes
| Saint-Laurent-sur-Sèvre      | La Chapelle-Largeau (Mauléon) (Deux-Sèvres) |                                     |
| Mallièvre Saint-Malô-du-Bois | Treize-Vents                                | Le Temple (Mauléon) (Deux-Sèvres)   |
| Les Epesses                  | Les Châtelliers-Châteaumur (Sèvremont)      | Saint-Amand-sur-Sèvre (Deux-Sèvres) |

### Climat
Pour des articles plus généraux, voir Climat des Pays de la Loire et Climat de la Vendée.
En 2010, le climat de la commune est de type climat océanique altéré, selon une étude du CNRS s'appuyant sur une série de données couvrant la période 1971-2000. En 2020, Météo-France publie une typologie des climats de la France métropolitaine dans laquelle la commune est exposée à un climat océanique et est dans la région climatique  Bretagne orientale et méridionale, Pays nantais, Vendée, caractérisée par une faible pluviométrie en été et une bonne insolation. 
Pour la période 1971-2000, la température annuelle moyenne est de 11,3 °C, avec une amplitude thermique annuelle de 14,2 °C. Le cumul annuel moyen de précipitations est de 804 mm, avec 12,6 jours de précipitations en janvier et 7 jours en juillet. Pour la période 1991-2020, la température moyenne annuelle observée sur la station météorologique de Météo-France la plus proche, sur la commune de Cholet à 16 km à vol d'oiseau, est de 12,3 °C et le cumul annuel moyen de précipitations est de 772,5 mm,. Pour l'avenir, les paramètres climatiques de la commune estimés pour 2050 selon différents scénarios d'émission de gaz à effet de serre sont consultables sur un site dédié publié par Météo-France en novembre 2022.

## Urbanisme

### Typologie
Au 1er janvier 2024, Treize-Vents est catégorisée bourg rural, selon la nouvelle grille communale de densité à sept niveaux définie par l'Insee en 2022.
Elle est située hors unité urbaine et hors attraction des villes,.

### Occupation des sols
L'occupation des sols de la commune, telle qu'elle ressort de la base de données européenne d’occupation biophysique des sols Corine Land Cover (CLC), est marquée par l'importance des territoires agricoles (91,4 % en 2018), une proportion sensiblement équivalente à celle de 1990 (91,3 %). La répartition détaillée en 2018 est la suivante : 
zones agricoles hétérogènes (40,4 %), prairies (26 %), terres arables (25 %), forêts (4,7 %), zones urbanisées (3,9 %). L'évolution de l’occupation des sols de la commune et de ses infrastructures peut être observée sur les différentes représentations cartographiques du territoire : la carte de Cassini (XVIIIe siècle), la carte d'état-major (1820-1866) et les cartes ou photos aériennes de l'IGN pour la période actuelle (1950 à aujourd'hui).

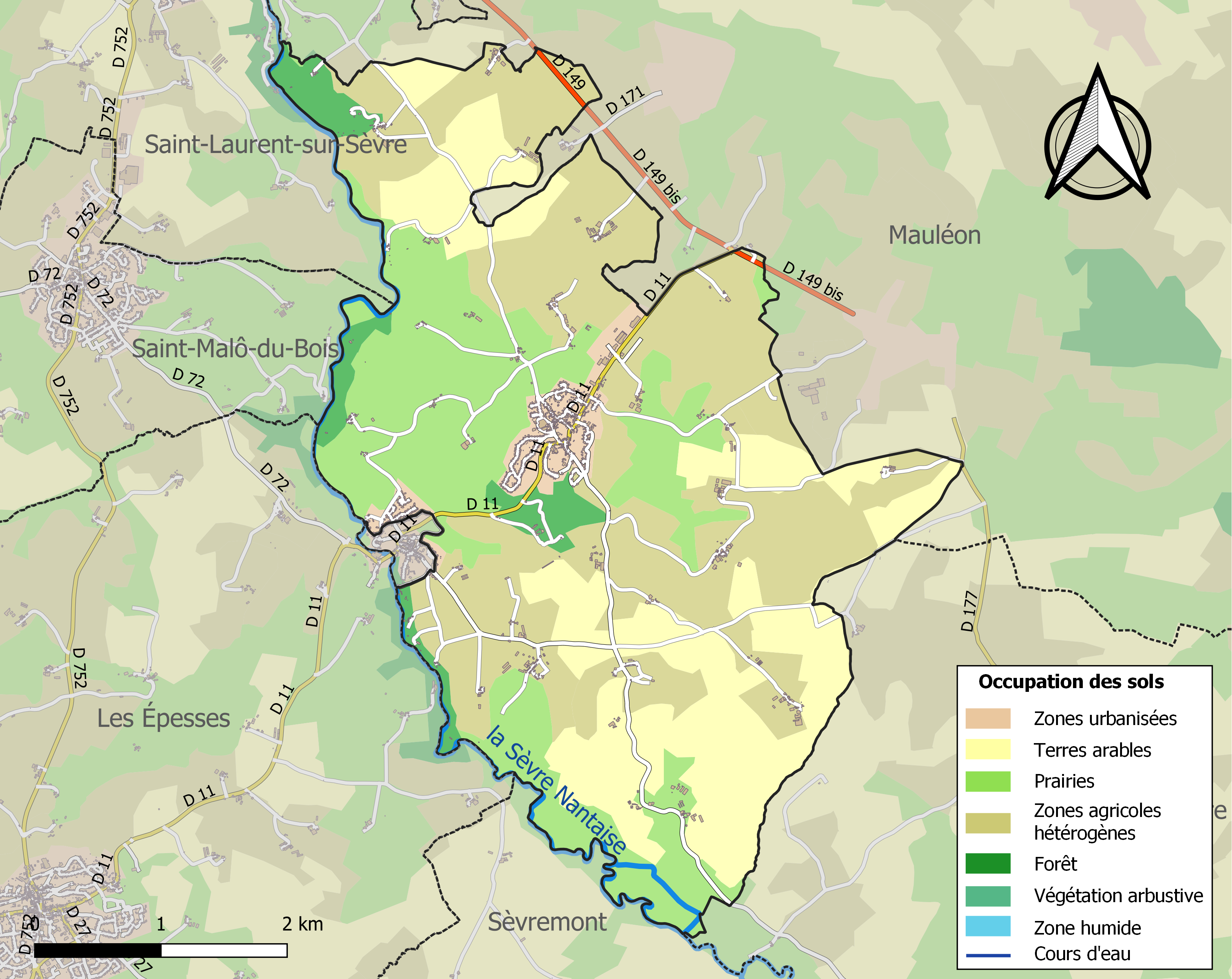
Carte des infrastructures et de l'occupation des sols de la commune en 2018 (CLC).

## Toponymie
La terre était  si peu fertile  et les récoltes si  maigres  qu'on y criait plus souvent famine qu’Alléluia. Le seigneur du lieu et le clergé avaient accepté de réduire la dîme (un dixième de la récolte) à une contribution d'un treizième seulement. Ainsi, quand on vannait le grain, on comptait treize vans et le treizième était mis de côté pour le seigneur et le clergé. « Chaque Sainte-Marie, les marguilliers passaient dans les fermes et prélevaient la treizième vannée ».

## Histoire
L'origine du nom de Treize-Vents, du moins celle qui est la plus répandue et la plus poétique, mérite d'être contée. Au Moyen Âge, la région était surtout peuplée de travailleurs de la terre, souvent des métayers au service du château ou du prieuré. La redevance en nature versée annuellement par le paysan s'appelait alors la dîme, soit la 10e partie de la récolte de seigle et autres produits de la terre. La mesure utilisée pour cette redevance s'appelait le van, petite corbeille d'osier et de paille tressée. Et ici, à Treize-Vents, peut-être parce que les paysans étaient plus pauvres, peut-être parce que le clergé et la noblesse étaient moins « exigeants », la part de la récolte versée au propriétaire n'était pas d'une mesure sur 10 (la dîme) mais d'une mesure sur 13 (1 van sur 13) soit 13 vans. D'où peut-être l'origine du nom de Treize-Vents.
Par une ordonnance de Louis-Philippe du 22 mars 1835, la commune est amputée d’une portion de son territoire enclavée entre La Chapelle-Largeau et Saint-Laurent-sur-Sèvre. Cette exclave est attribuée à Saint-Laurent-sur-Sèvre.

## Politique et administration

### Liste des maires
| Période                                  | Période   | Identité            | Étiquette | Qualité                   |
| ---------------------------------------- | --------- | ------------------- | --------- | ------------------------- |
| avant 1981                               | ?         | Gérard Babarit      |           |                           |
|                                          | mars 2001 | Étienne Godet       |           |                           |
| mars 2001                                | mai 2020  | Louis-Marie Fruchet | DVD       | cadre commercial          |
| mai 2020                                 | En cours  | Nicole Beaufreton   |           | aide médico-psychologique |
| Les données manquantes sont à compléter. |           |                     |           |                           |

## Population et société

### Démographie

#### Évolution démographique
L'évolution du nombre d'habitants est connue à travers les recensements de la population effectués dans la commune depuis 1793. Pour les communes de moins de 10 000 habitants, une enquête de recensement portant sur toute la population est réalisée tous les cinq ans, les populations de référence des années intermédiaires étant quant à elles estimées par interpolation ou extrapolation. Pour la commune, le premier recensement exhaustif entrant dans le cadre du nouveau dispositif a été réalisé en 2004.
En 2022, la commune comptait 1 240 habitants, en évolution de −1,9 % par rapport à 2016 (Vendée : +5,33 %, France hors Mayotte : +2,11 %). Le maximum de la population a été atteint en 1881 avec 1 164 habitants.
| 1793 | 1800 | 1806 | 1821 | 1831  | 1836 | 1841 | 1846 | 1851 |
| ---- | ---- | ---- | ---- | ----- | ---- | ---- | ---- | ---- |
| 900  | 710  | 725  | 887  | 1 004 | 760  | 757  | 783  | 820  |

| 1856 | 1861 | 1866  | 1872  | 1876  | 1881  | 1886  | 1891  | 1896  |
| ---- | ---- | ----- | ----- | ----- | ----- | ----- | ----- | ----- |
| 905  | 963  | 1 018 | 1 014 | 1 116 | 1 164 | 1 128 | 1 132 | 1 081 |

| 1901  | 1906 | 1911 | 1921 | 1926 | 1931 | 1936 | 1946 | 1954 |
| ----- | ---- | ---- | ---- | ---- | ---- | ---- | ---- | ---- |
| 1 035 | 950  | 966  | 787  | 782  | 702  | 698  | 732  | 784  |

| 1962 | 1968 | 1975 | 1982 | 1990  | 1999 | 2004 | 2006 | 2009  |
| ---- | ---- | ---- | ---- | ----- | ---- | ---- | ---- | ----- |
| 838  | 857  | 892  | 959  | 1 024 | 956  | 955  | 957  | 1 117 |

| 2014  | 2019  | 2022  | - | - | - | - | - | - |
| ----- | ----- | ----- | - | - | - | - | - | - |
| 1 252 | 1 246 | 1 240 | - | - | - | - | - | - |

#### Pyramide des âges
En 2018, le taux de personnes d'un âge inférieur à 30 ans s'élève à 36,2 %, soit au-dessus de la moyenne départementale (31,6 %). À l'inverse, le taux de personnes d'âge supérieur à 60 ans est de 23,9 % la même année, alors qu'il est de 31,0 % au niveau départemental.
En 2018, la commune comptait 632 hommes pour 620 femmes, soit un taux de 50,48 % d'hommes, légèrement supérieur au taux départemental (48,84 %).
Les pyramides des âges de la commune et du département s'établissent comme suit.
| Hommes | Classe d’âge | Femmes |
| ------ | ------------ | ------ |
| 0,5    | 90 ou +      | 0,8    |
| 6,5    | 75-89 ans    | 7,8    |
| 15,3   | 60-74 ans    | 17,0   |
| 18,9   | 45-59 ans    | 17,2   |
| 21,5   | 30-44 ans    | 22,2   |
| 11,9   | 15-29 ans    | 12,5   |
| 25,4   | 0-14 ans     | 22,5   |

| Hommes | Classe d’âge | Femmes |
| ------ | ------------ | ------ |
| 0,8    | 90 ou +      | 2,2    |
| 8,7    | 75-89 ans    | 11,1   |
| 20,3   | 60-74 ans    | 21,3   |
| 20     | 45-59 ans    | 19,4   |
| 17,5   | 30-44 ans    | 16,8   |
| 15     | 15-29 ans    | 13,2   |
| 17,7   | 0-14 ans     | 16,1   |

## Aménagement du territoire
Une centrale électrique constituée de panneaux photovoltaïques de 3MWc (mégawatts crète, soit de quoi alimenter 1 110 foyers) occupera 7 des 14 ha du site de mine d'uranium de la Commanderie (sol trop radioactif pour être exploité par des agriculteurs, pépiniéristes ou forestiers). Un investissement d'environ 10 millions d'euros devrait permettre une ouverture en 2011 par la société JP Énergie Environnement. La commune devrait recevoir 14 700 € par an ; la communauté de communes, 12 000 € ; et Areva, également propriétaire de terrains, 5 700 € par an.

## Culture locale et patrimoine

### Lieux et monuments
- Église Notre-Dame-de-l'Assomption.

### Treize-Vents dans la littérature
Treize-Vents est citée dans le poème d'Aragon, Le Conscrit des cent villages, écrit comme acte de Résistance intellectuelle de manière clandestine au printemps 1943, pendant la Seconde Guerre mondiale.

### Personnalités liées à la commune
- Guillaume Carcaud alias Pépess, qui incarne le personnage de Chantal dans Samantha sur France 2, a grandi à Treize-Vents.
- Gilbert Prouteau (1917-2012), écrivain, poète, cinéaste et athlète, y a longtemps vécu.

### Héraldique
| Blason | Blasonnement : D'argent aux Treize ombre de vans posés 3, 3, 3, 3 et 1. |

## Pour approfondir